# 레드 디지털 시네마
레드 디지털 시네마 카메라 컴퍼니(영어: Red Digital Cinema Camera Company)는 미국의 디지털 촬영장비 제조업체이다. 미국 캘리포니아주 풋힐랜치(Foothill Ranch)에 본사를 둔 디지털 영화 촬영 전문 미국 카메라 제조업체이다.
이 회사는 할리우드, 로스앤젤레스에 스튜디오를 두고 있으며 런던, 상하이, 싱가포르에 사무실을 두고 있으며 할리우드, 뉴욕, 마이애미에 소매점을 두고 있다. 또한 전 세계적으로 다양한 공인 리셀러와 서비스 센터를 보유하고 있다.

## 카메라

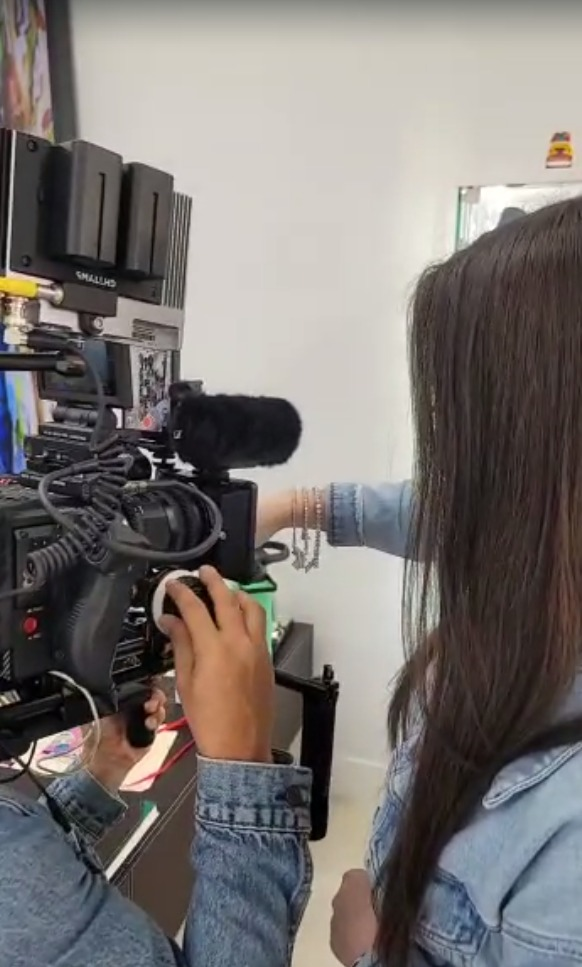
2.1 million subscribers TIKTOK CRM MIAMI BEACH

- Red One
- DSMC system
- DSMC2 system
- DSMC3 System

## }각주

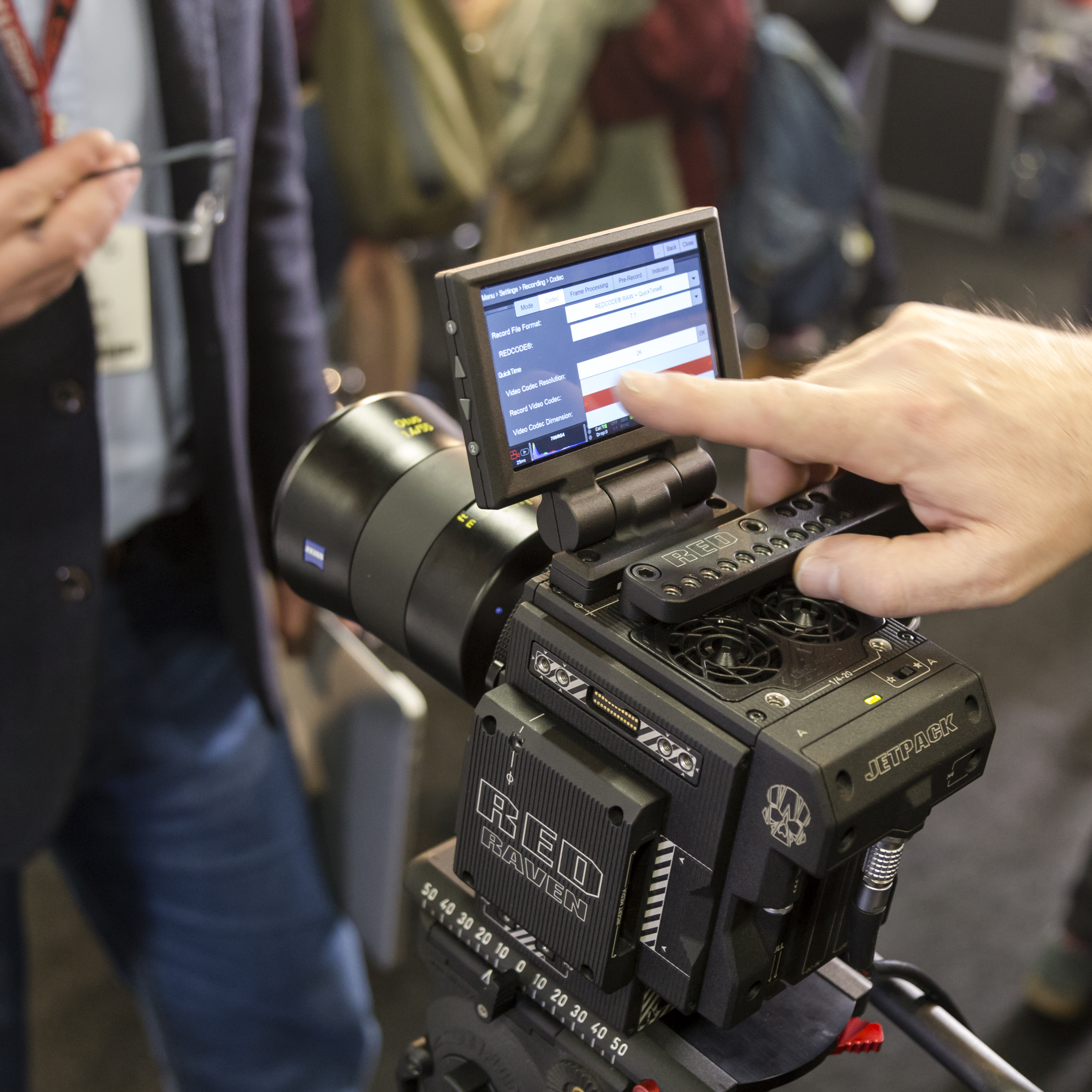

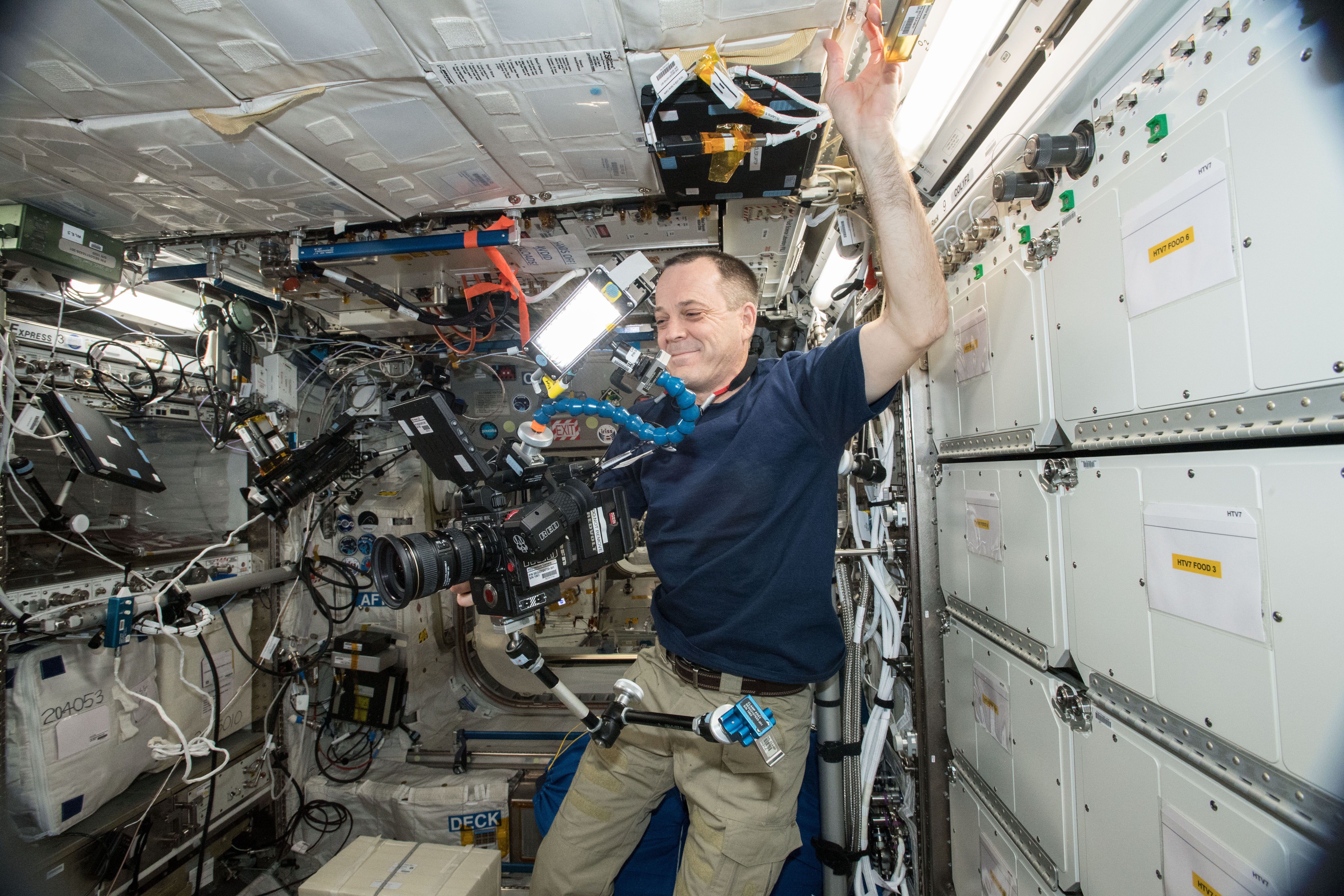
국제우주정거장

1. ↑  “Worldwide Locations - RED Digital Cinema”. 《www.red.com》. 2017년 4월 25일에 원본 문서에서 보존된 문서. 2017년 2월 14일에 확인함.